# Syntrichia conferta
Syntrichia conferta là một loài Rêu trong họ Pottiaceae. Loài này được (E.B. Bartram) R.H. Zander miêu tả khoa học đầu tiên năm 1993.